# Nicolas Zaffe
Nicolas Zaffe, né le 12 septembre 1992 à Pedro Juan Caballero , est un joueur de futsal international paraguayen.

## Biographie
Nicolas Zaffe est originaire de Pedro Juan Caballero au Paraguay. 

### En club
Nicolas Zaffe arrive en Europe en 2011 et s'engage avec la Lazio Rome, en première division de futsal, avec qui il remporte la Coupe d’Italie. Il s’engage l’année suivante avec Venise, toujours en D1.
Zaffe retourne alors en Amérique du Sud où il participe notamment à la Copa Libertadores de futsal avec le club de Pablo Rojas.
En 2015-2016, Nicolas Zaffe porte les couleurs du Toulon Tous Ensemble. En décembre 2015, il inscrit un triplé contre Bastia (8-3) et totalise alors 23 buts, le plaçant en tête des buteurs. En avril 2016, il égale le record du Brésilien Betinho en inscrivant dix buts en un seul match de D1 française, contre Nantes Bela. Il fait même mieux en les inscrivant tous durant la première mi-temps. Zaffe termine meilleur buteur du championnat avec trente-six réalisations. 
L'année suivante, à 24 ans, il rejoint le Bruguières SC. Début octobre, il permet à son équipe d'obtenir sa première victoire en championnat contre Roubaix avec un doublé (4-3).

### En équipe nationale
Nicolas Zaffe est vice-champion du monde de futsal AMF en 2015. Il dispute également, la même année, la Copa América FIFA. Le Paraguay s’incline en finale 4-1 face à l’Argentine et Nicolas Zaffe marque l’unique but de son équipe, son troisième du tournoi.
Il participe à la qualification de son pays pour la Coupe du monde FIFA 2016 lors du tournoi qualificatif organisé durant l’hiver 2016, mais n'est pas sélectionné pour la compétition.

## Palmarès
- Championnat du monde AMF
  - Vice-champion : 2015

- Copa América FIFA
  - Finaliste : 2015

- Championnat de France
  - Meilleur buteur : 2015-2016